# Circolo Bresci
Il Circolo Bresci fu un gruppo di anarchici di New York ricordati per un fallito attentato alla Cattedrale di San Patrizio nel 1915, in cui due dei suoi membri furono arrestati. Il gruppo prese il nome da Gaetano Bresci, un anarchico di Prato che uccise il re Umberto I di Savoia.

## Origini
Nel luglio 1900, l'anarchico Gaetano Bresci assassinò il re Umberto I di Savoia. Diversi mesi prima, Bresci viveva a New York. Secondo Thomas Tunney del Dipartimento di Polizia di New York, Bresci aveva partecipato a un incontro di anarchici a Elizabeth Street dove accusò gli altri di essere codardi e loro lo accusarono di essere una spia della polizia. L'incontro fu annullato poiché l'acceso contrasto minacciava di attirare l'attenzione della polizia, ma Bresci si infuriò e si sottintende che questo affronto sfociò nel suo piano di tornare in Italia e diventare un martire.
Successivamente, a New York si formò un gruppo di anarchici che si diede nome Bresci Circle ("Circolo Bresci"), in onore di Bresci. Nel 1914, quasi 600 membri si incontravano regolarmente in una casa fatiscente a East Harlem. Tra i loro oratori c'erano Emma Goldman e Alexander Berkman. Il gruppo si affiliava anche ai cosiddetti Wobblies, che erano strettamente affiliati all'anarchismo.

## Attività
Un complotto che prevedeva di piazzare una bomba contro i Rockefeller aumentò l'interesse della polizia per il gruppo. Tre mesi dopo il massacro di Ludlow del 1914, il tipo di violenza che fece infuriare i Galleanisti (anarchici seguaci di Luigi Galleani), un gruppo di anarchici portò una bomba alla tenuta di Tarrytown del proprietario della miniera di carbone di Ludlow, John D. Rockefeller. Gli anarchici fecero tuttavia un calcolo sbagliato, sia perché non riuscirono a far detonare l'ordigno, sia perché Rockefeller era fuori città. Un membro del Circolo Bresci fu arrestato vicino alla tenuta il 4 luglio 1914. Gli anarchici riportarono la bomba in un caseggiato nella sezione italiana di East Harlem (vicino alla sede centrale del Circolo Bresci). Più tardi, quel giorno, l'esplosione accidentale di una bomba distrusse metà dell'edificio e uccise tre anarchici.
Sebbene nessun gruppo si assunse la responsabilità di altri quattro attentati nel 1914, la polizia continuò a sospettare il Circolo Bresci. Nell'ottobre del 1914, delle bombe esplosero presso la Cattedrale di San Patrizio e la casa del prete nella chiesa di Sant'Alfonso. Ci furono anche attacchi al tribunale della contea del Bronx e a The Tombs, una prigione. La squadra di artificieri di New York, recentemente inaugurata sotto Thomas Tunney, inviò un detective sotto copertura nel gruppo, ma il suo comportamento aggressivo e la mancanza di padronanza della lingua italiana lo portarono a essere sospettato e processato due volte senza successo per spionaggio. In seguito si ritirò dal gruppo e la polizia fornì un altro detective e madrelingua italiano, Amedeo Polignani, per infiltrarsi nel gruppo.

### Abarno e Carbone

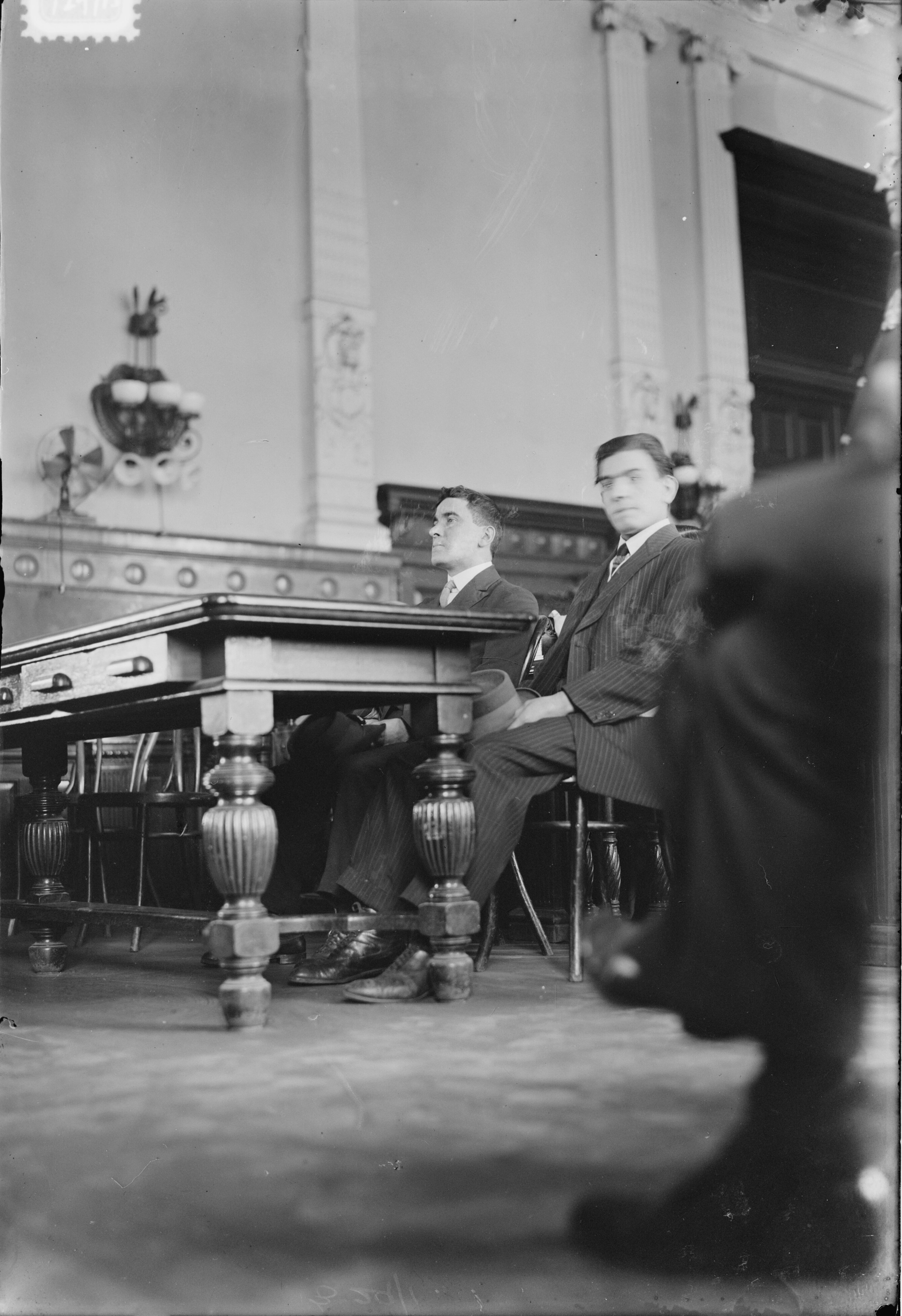
Abarno e Carbone in tribunale (1915).

Mentre il Circolo pianificava un nuovo attacco per il marzo 1915, la polizia era pronta ad agire. Due giovani uomini vestiti da operai entrarono nella Cattedrale di San Patrizio durante la messa con sigari accesi e poi nascosti. Uno mise un dispositivo tratto dalla tasca del cappotto sul pavimento e lo accese con il sigaro. Una donna che stava pulendo il pavimento di marmo gli sbarrò l'uscita e un uomo anziano lì vicino spense la miccia del dispositivo. Un altro uomo corpulento nei paraggi afferrò il complice. Gli eventi si verificarono con tale rapidità che pochi dei partecipanti alla funzione religiosa se ne accorsero. La donna delle pulizie, l'uomo anziano e l'uomo corpulento erano tutti membri della polizia travestiti. Il capo della squadra di artificieri aveva seguito gli anarchici in limousine e cinquanta poliziotti travestiti erano stati schierati in chiesa. La squadra di artificieri si mise in posa per delle fotografie. Frank Abarno e Carmine Carbone furono processati per il tentato attentato e condannati a scontare a Sing Sing pene dai sei ai dodici anni, metà del massimo comminabile. L'agente sotto copertura Polignani ricevette molteplici minacce di morte dopo la rivelazione della sua identità.
La competenza tecnica fu il biglietto d'ingresso di Polignani nel gruppo, dove usò il nome "Frank Baldo". Il racconto di Polignani sull'incontro con Abarno e Carbone differisce dal racconto di questi ultimi. Polignani disse che fu avvicinato da Carbone, che suggerì la chiesa come obiettivo. La polizia aggiunse che Abarno e Carbone erano anche impazienti per quanto riguarda la cautela dei loro compagni. Abarno e Carbone, che accusarono la polizia di averli incastrati, dissero che Polignani li avvicinò dopo un incontro suggerendo sia l'uso della dinamite che la chiesa come obiettivo, e che il complotto e le bombe erano di progettazione personale di Polignani. Col tempo, il detective sotto copertura acquistò i materiali e una stanza in cui i tre realizzarono due bombe di zolfo, antimonio nero, clorato di potassio e zucchero di canna, che inserirono in scatole di latta per sapone e a cui attaccarono barre di ferro con fil di ferro per grucce come schegge shrapnel. Il giorno dell'attacco, Carbone disse che era rimasto fino a tardi al lavoro e aveva bisogno di dormire, così Polignani e Abarno camminarono insieme verso la chiesa, dove si erano radunate centinaia di persone. Polignani e Abarno si sedettero brevemente nella decima fila e sembravano pregare. Abarno lasciò quindi la sua bomba vicino all'altare nord, ma in seguito affermò di non aver acceso la miccia. Fu immediatamente arrestato.
I giornali nazionali presentarono il fallito attentato come prova di una cospirazione più ampia e presentarono Polignani come un eroe. La squadra di artificieri sensazionalizzò gli arresti e parlò con enfasi degli altri obiettivi della coppia. Le fotografie della donna delle pulizie sotto copertura e dell'ispettore capo del Bureau of Combustibles del Fire Department, il cui volto mostrava segni di bruciature da una precedente bomba, rafforzarono la prova. Un aspetto importante della sensazionalizzazione e del resoconto della polizia fu che Abarno e Carbone avevano ricevuto il loro addestramento sulla fabbricazione di bombe da un manuale e non da Polignani. Gli attivisti sindacali e gli anarchici sospettavano che Polignani fosse un agente provocatore poiché era stato protagonista della cospirazione e aveva acquistato i componenti della bomba. La polizia aveva duplicato la copia di Carbone di La salute è in voi!, un manuale sulla fabbricazione di bombe in lingua italiana diffuso tra i Galleanisti, che Carbone aveva acquistato dal Circolo Bresci e passato tramite Abarno a Polignani. La polizia insinuò che il semplice possesso del manuale, che non fu mai menzionato per nome, fosse la prova sia della competenza tecnica che delle cattive intenzioni di Abarno e Carbone, ma il progetto della bomba per la chiesa era basato su quello dei fuochi d'artificio e non sulle istruzioni contenute nel manuale.
La difesa legale di Abarno e Carbone ruotò attorno a La salute è in voi! e al loro diritto di leggere qualsiasi libro di qualsiasi genere, compresi i manuali per la fabbricazione di bombe. Dopo i loro arresti e prima di ricevere avvocati, Abarno disse alla stampa di aver imparato a costruire bombe dal manuale di Carbone, e Carbone affermò in un inglese stentato di non conoscere il contenuto del manuale quando lo acquistò. Dopo che Abarno attribuì al manuale la responsabilità di averlo fatto impazzire, in appello per la clemenza durante l'udienza preliminare, l'accusa usò libri sediziosi per mostrare le intenzioni degli anarchici. Un chimico testimoniò che la potenza dell'esplosivo non superava quella di un fuoco d'artificio. La professoressa di letteratura Ann Larabee ha concluso che il ruolo del manuale era quello di infangare Abarno e Carbone, non essendoci prove di collegamento con il crimine.
Il caso riaccese la paura per le istruzioni facilmente accessibili sulla fabbricazione di bombe e il sensazionalismo attorno all'anarchismo.